# Choriceras
Choriceras es un género de plantas perteneciente a la familia Picrodendraceae. Comprende dos especies originarias de Nueva Guinea y Australia.

## Especies
- Choriceras majus Airy Shaw, Muelleria 4: 220 (1980).
- Choriceras tricorne (Benth.) Airy Shaw, Kew Bull. 14: 356 (1960).